# 艾萨克·哈斯
艾萨克·哈斯（英語：Isaac Haas，1995年10月2日—）為美國男子籃球運動員，兩歲時就比同齡高出20公分來到100公分，父母親曾花兩個小時車程前往亞特蘭大，只會了替哈斯購買合適大小的嬰兒服裝，哈斯長大以後，家中為了配合他的身高調整了所有門的高度、淋浴噴頭接近天花板，讓哈斯睡雙人床。哈斯來自阿拉巴馬州霍克斯布拉夫霍克斯布拉夫高中，2013年9月原先承諾就讀阿拉巴馬大學伯明翰分校和威克森林大学，11月改承諾入讀普渡大學。哈斯曾隨普渡大學代表美國參加2017年世大運男籃賽。
2020年10月17日，中国男子篮球职业联赛广州龙狮宣布與哈斯完成簽約。哈斯代表广州龙狮出賽53場，場均可挹注10.7分、7籃板、1.1阻攻。2021年10月20日，北京紫禁勇士宣布哈斯加盟球隊。2022-23賽季哈斯續留北京紫禁勇士。

## 外部連結
- 艾萨克·哈斯在fiba.basketball（英语）
- 艾萨克·哈斯在NBA G聯盟（英语）
- 艾萨克·哈斯在Basketball-Reference.com（NBA）（英语）
- 艾萨克·哈斯在Basketball-Reference.com（NBA G聯盟）（英语）
- 艾萨克·哈斯在Basketball-Reference.com（國際）（英语）
- 艾萨克·哈斯在Sports-Reference.com（NCAA）（英语）
- 艾萨克·哈斯在Eurobasket.com（球員）（英语）
- 艾萨克·哈斯在RealGM（英语）
- 艾萨克·哈斯在Proballers（英语）
- 艾萨克·哈斯在中国篮球数据库（新浪网）